# Рём Дэок
Рём Дэок, или Рём Дэ Ок (кор. 렴대옥; род. 2 февраля 1999, Пхеньян, КНДР) — северокорейская фигуристка, выступающая в парном катании. С Ким Джусиком она — бронзовый призёр чемпионата четырёх континентов (2018), медалистка турнира серии «Челленджер» Nebelhorn Trophy (2019) и участница Олимпийских игр в Пхёнчхане.
Рём и Ким — первая спортивная пара из Северной Кореи, завоевавшая медаль на соревнованиях под эгидой Международного союза конькобежцев.

## Карьера
Рём Дэок родилась 2 февраля 1999 года в Пхеньяне. Встала на коньки и начала заниматься фигурным катанием в возрасте девяти лет. В свободное от катания время предпочитает чтение и прослушивание музыки, а также занимается танцами.
На раннем этапе карьеры выступала в паре с О Чхангоном, с которым становилась призёром чемпионата КНДР, а на первенстве страны 2013 года они завоевали золотые награды. После победного сезона дуэт распался и Рём начала кататься с Ким Мунсоном. На первом совместном национальном чемпионате Рём и Ким замкнули тройку лучших, но несмотря на это пара перестала существовать.
В 2015 году пару фигуристке составил Ким Джусик, который с предыдущей партнёршей также завоёвывал медали первенства КНДР. Их тренером стала Ким Хёнсон. В дебютном сезоне фигуристы стартовали на международных турнирах, так представили постановки на состязании серии Челленджер в Австрии и чемпионате четырёх континентов. В марте 2016 года ещё раз посетили Австрию и привезли бронзу с Кубка Тироля, проходившем в Инсбруке.
В сезоне 2016/2017 Рём и Ким одержали победы на турнире Asian Trophy и национальном первенстве. После чего отправились на Азиатские игры в Саппоро, где поднялись на третью ступень пьедестала, уступив лишь спортивным парам из сборной Китая. На чемпионате мира фигуристы заняли пятнадцатое место, среди двадцати восьми дуэтов.
Летом 2017 года перед началом олимпийского сезона они проходили подготовку в тренировочном лагере в Монреале под руководством Брюно Маркотта, наставника Меган Дюамель и Эрика Рэдфорда. Северокорейская пара также работала с сестрой Маркотта — Жюли, которая специализируется на хореографии и стала постановщиком их произвольной программы. Находясь в Канаде, Рём и партнёр приняли участие в предсезоном турнире, в рамках которого заняли второе место, при этом в коротком и произвольном прокате обошли медалистов чемпионатов США и Канады. Полноценный соревновательный сезон начали на Челленджере Небельхорн, где разыгрывались последние квоты на Олимпиаду 2018 и они сумели набрать необходимую сумму баллов для квалификации на Игры. Перед поездкой в Южную Корею, Рём и Ким выступили на чемпионате четырёх континентов, завоевав бронзовые медали в отсутствии нескольких ведущих пар региона, и таким образом стали первой спортивной парой из Северной Кореи, завоевавшей медаль на соревнованиях под эгидой Международного союза конькобежцев. В феврале 2018 года на Олимпийских играх в Пхёнчхане фигуристы получили положительные оценки на восемнадцати из девятнадцати элементах, обновили личные рекорды за оба сегмента, и заняли место в середине турнирной таблицы с суммой баллов 193,63. Завершали сезон выступлением на чемпионате мира, где заняли двенадцатое место, расположившись вслед за чемпионами мира среди юниоров 2016 года Анной Душковой и Мартином Бидаржем.
В ноябре 2018 года дебютировали в серии Гран-при, выступив на этапах в Финляндии и Франции. На французском Гран-при по итогам короткого проката Рём и Ким занимали вторую строчку, но ошибки во второй день соревнований не позволили дуэту остаться на пьедестале. На внутренних первенствах они завоевали три золотые медали подряд (2017—2019). Ежегодное первенство мира завершили с лучшим результатом в совместной карьере — одиннадцатое место.
Начало нового сезона Рём и партнёр провели на Челленджере Nebelhorn Trophy. Там, в первый день соревнований они показали четвёртый результат, но воспользовавшись ошибками соперников в произвольном прокате, поднялись на одну строчку и завоевали бронзовые медали. При этом, разница баллов от третьего до шестого места составила всего 1,32 балла. Первоначально, северокорейская пара была заявлена на два этапа Гран-при, однако снявшись с турнира во Франции, они выступили только в Китае, где финишировали на пятом (из восьми) месте. 

## Результаты
C Хам Кумчхолем
| Соревнования                 | 24/25         |
| Международные                | Международные |
| ---------------------------- | ------------- |
| Челленджер. Lombardia Trophy | 6             |
| Челленджер. Nebelhorn Trophy | 10            |
| Азиатские игры               | 2             |

С Ким Джусиком
| Соревнования                             | 15/16         | 16/17         | 17/18         | 18/19         | 19/20         |
| Международные                            | Международные | Международные | Международные | Международные | Международные |
| ---------------------------------------- | ------------- | ------------- | ------------- | ------------- | ------------- |
| Олимпийские игры                         |               |               | 13            |               |               |
| Чемпионаты мира                          |               | 15            | 12            | 11            |               |
| Чемпионаты четырёх континентов           | 7             |               | 3             | WD            |               |
| Этапы Гран-при: Cup of China             |               |               |               |               | 5             |
| Этапы Гран-при: Хельсинки                |               |               |               | 5             |               |
| Этапы Гран-при: Internationaux de France |               |               |               | 4             | WD            |
| Челленджер. Ice Challenge                | 5             |               |               |               |               |
| Челленджер. Nebelhorn Trophy             |               |               | 6             |               | 3             |
| Азиатские игры                           |               | 3             |               |               |               |
| Asian Trophy                             |               | 1             |               | 2             |               |
| Cup of Tyrol                             | 3             |               |               |               |               |
| Национальные                             |               |               |               |               |               |
| Чемпионаты КНДР                          |               | 1             | 1             | 1             |               |

| Соревнования    | 09/10        | 11/12        | 12/13        |
| Национальные    | Национальные | Национальные | Национальные |
| --------------- | ------------ | ------------ | ------------ |
| Чемпионаты КНДР | 5            | 3            | 1            |

| Соревнования    | 13/14        |
| Национальные    | Национальные |
| --------------- | ------------ |
| Чемпионаты КНДР | 3            |